# Hideyoshi Akita
Hideyoshi Akita (秋田 英義 Akita Hideyoshi?), född 23 juli 1974 i Kyoto prefektur, är en japansk före detta fotbollsspelare.
Akita började sin karriär 1993 i Nagoya Grampus Eight. Efter Nagoya Grampus Eight spelade han för Blaze Kumamoto, Nagoya SC, FC Kariya, Gainare Tottori och FC Gifu. Han avslutade karriären 2013.